# Đới Tông

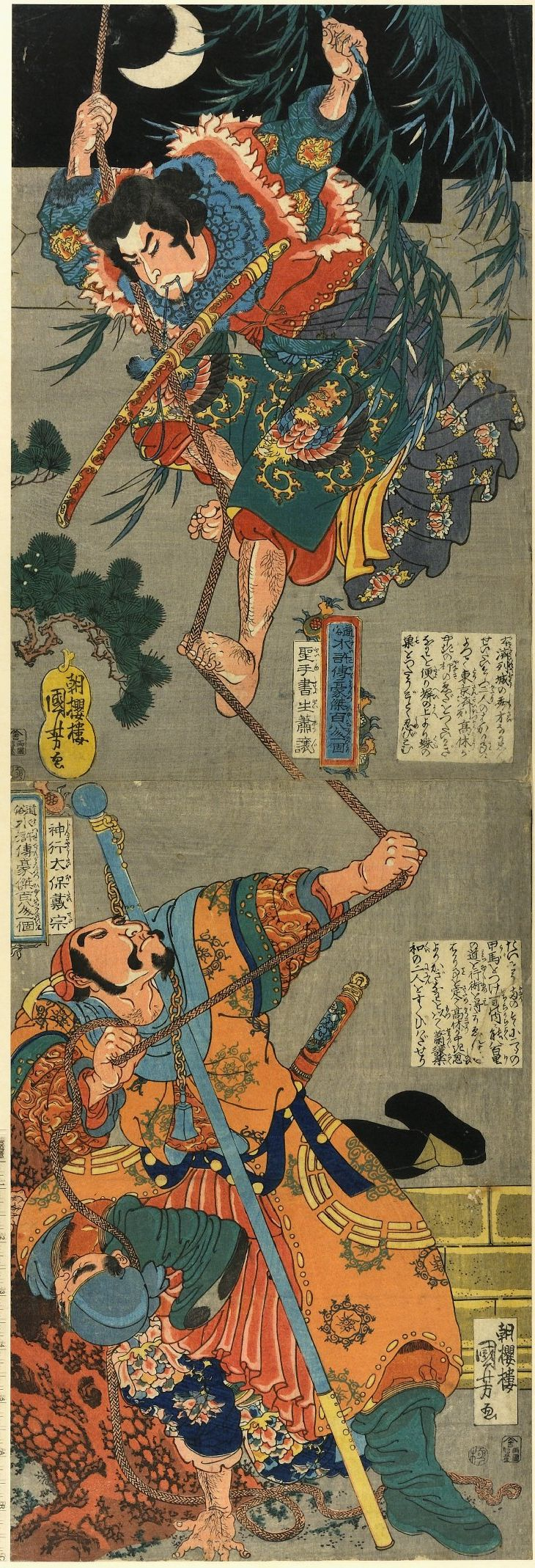
Hồi 81 - Đái Tông (dưới) cầm dây để cứu Tiêu Nhượng (trên) leo xuống thoát khỏi phủ Cao Thái úy

Đới Tung hay Đái Tông (戴宗), phiên âm đúng là Đới Tông, ngoại hiệu Thần Hành Thái Bảo (Ông từ đi nhanh) (神行太保) - là một nhân vật trong truyện Thủy Hử, đứng thứ 20 trong 108 đầu lĩnh Lương Sơn Bạc. Trong truyện, ông có phép thần hành, đeo một chiếc giáp mã vào chân có thể đi 200 dặm một ngày, đeo 2 chiếc giáp mã có thể đi 400 dặm , 1 ngày đeo 4 chiếc giáp mã có thể đi 800 dặm. Trước khi gặp Tống Giang Tống Công Minh, Đới Tung làm coi ngục ở Giang Châu, ở cùng với Lý Quỳ là ngục tốt nhân vì có võ nghệ giỏi nên trong ngục ai cũng sợ ông, Đới Tung có mối quen thân với quân sư Ngô Dụng ở Lương Sơn và rất yêu quý Tống Giang.

## Gia nhập Lương Sơn Bạc
Sái tri phủ Giang Châu biết chuyện Tống Giang đề thơ làm phản ở lầu Tầm Dương liền sai Đới Tung đưa thư đến cho cha là Sái Kinh thái sư ở Đông Kinh báo cho biết việc này. nhưng giữa đường bị Chu Quý phát hiện liền dắt Đới Tung lên Lương Sơn hỏi chuyện. Ngô Dụng biết tin bèn dùng kế giả thư kêu Đới Tung mời Tiêu Nhượng và Kim Đại Kiên đến để làm giả thư hồi đáp của Sái Kinh viết rằng đem áp giải Tống Giang tới Đông Kinh sẽ định doạt, rồi giữa đường Tiều Cái sẽ đem quân Lương Sơn cướp lấy xe tù giải cứu Tống Giang. Đới Tung vâng mệnh đem phong hồi thư giả về cho Sái tri phủ, Sái tri phủ biết giả liền cho lệnh đem Đới Tung cùng vào tử ngục với Tống Giang chờ ngày xử trảm. Sau đó Tiều Cái cùng các vị hảo hán Lương Sơn đã cướp pháp trường Giang Châu giải cứu Tống Giang và Đới Tung, 2 người bèn gia nhập Lương Sơn. Sau này, Đới Tung đã có công giúp cho nghĩa quân Lương Sơn Bạc thám thính tình hình quân giặc, đặc biệt là trong trận đánh với Chúc Gia Trang, Tăng Đầu thị và Phương Lạp.

## Cái chết
Sau khi Tống Giang bị triều đình hại chết, Đới Tung trả lại quan bằng, trở về châu Thái An làm thủ từ, lo việc đèn hương thờ phụng Ngọc hoàng thượng đế. Một hôm mời đạo hữu đến vĩnh biệt, rồi cười vang mà mất.